# Risque de taux
Le risque de taux (ou risque de taux d'intérêt) est le risque qui émerge de ce que la détention d'un actif financier est marquée par une variation dans la rémunération de l'actif. Le taux d'intérêt d'un actif peut en effet fluctuer avec le temps. est la variation du prix ou de la valorisation de cet actif (respectivement passif) résultant d'une variation des taux d'intérêt. 

## Concept
L'achat d'un actif financier rémunéré par un taux d'intérêt (notamment, une obligation), permet à son détenteur de bénéficier de flux de rémunération grâce au taux d'intérêt que rapporte l'obligation. Ainsi, l'acquisition d'un titre financier est égal à l'achat d'un échéancier de flux.
Le risque de taux est démultiplié par le fait que les taux d'intérêt diffèrent selon la nature de l'actif : les taux sur la dette publique ne sont pas les taux des emprunts immobiliers, qui ne sont pas non plus les taux du marché interbancaire. Ces taux ne varient pas nécessairement conjointement. Un agent économique peut se couvrir contre le risque de taux d'intérêt par le biais de contrats d'assurance que l'on appelle le swaps de taux d'intérêt.
Les mesures du risque de taux utilisées sur les marchés financiers sont calculées sur des montants nominaux. Il s'agit généralement de la pvbp, abréviation de l'anglais price variation per basis point, c'est-à-dire la variation de prix résultant d'un mouvement d'un point de base (0,01 % de taux actuariel).
La mesure utilisée par les gestionnaires de fonds et par les particuliers est la sensibilité, qui est une élasticité, c'est-à-dire calculée en pourcentage de la valeur actualisée totale de l'actif.

## Risque de taux etGestion actif-passif
Une banque dont les prêts à long terme à taux fixe sont financés en partie par des ressources à court terme (ou des ressources à taux variable) risque de voir le taux de ses ressources atteindre ou dépasser le taux de ses prêts en cas de hausse des taux du marché monétaire. 
L'inverse, quoique plus rarement présent dans la pratique, est tout autant risqué, si les ressources sont à taux fixe et les emplois à taux variable, une baisse de ces taux nuit à la rentabilité.
L'objectif du département ALM d'une banque est de ne pas être exposé à la hausse ou à la baisse sur les taux et ceci dans le cadre de l'ensemble des maturités. Pour ce faire elle peut disposer d'actifs et de passifs de même maturité et en même quantité ou bien se couvrir par des dérivés financiers, notamment des swaps de taux d'intérêt. C'est généralement une combinaison de ces deux méthodes qui est la solution retenue par les banques.